# Иннистрад
Иннистрад (англ. Innistrad) — это выпуск-расширение игры Magic: The Gathering, релиз которого состоялся 30 сентября 2011 года. Это первый выпуск в блоке Иннистрад. Слоган выпуска: «Ужас скрывается внутри» (англ. Horror Lurks Within). Состоит из 16 мифических, 59 редких, 67 необычных, 107 обычных карт, а также 15 базовых земель.

## Механики
- Проклятие (англ. Curse) — это аура, которая зачаровывает игрока и наносит ему вред.
- Воспоминание (англ. Flashback). Встречается только у мгновенных заклинаний и заклинаний волшебства. Когда заклинание с Воспоминанием оказывается на кладбище, независимо от того, как оно туда попало, его можно разыграть, уплатив вместо мана-стоимости его стоимость Воспоминания. Если заклинание разыгрывается за свою стоимость Воспоминания, то оно изгоняется (попадает в специальную игровую зону для изгнанных карт), когда покидает стек.
- Болезненность (англ. Morbid). Карта со способностью Болезненность получает дополнительный эффект, если в этом ходу умерло какое-нибудь существо.
- Двусторонние карты (англ. Double-faced Cards) — карты, у которых нет рубашки Magic и есть две лицевые стороны.
- Драться (англ. Fight) — новый термин, означающий, что существо может драться с другим существом, и они наносят друг другу повреждения, равные своей силе[1].